# Lupa Roma Football Club 2014-2015
Questa voce raccoglie le informazioni riguardanti la Lupa Roma Football Club nelle competizioni ufficiali della stagione 2014-2015.

## Divise e sponsor
Lo sponsor di maglia per la stagione 2014-2015 (per la seconda stagione consecutiva) è Seven One Solution.
| 1ª divisa | 2ª divisa |

## Organigramma societario
Area direttiva
- Presidente: Alberto Cerrai
- Vice presidente: Giampiero Puccini
- Direttore generale: Giampiero Guarracino
- Direttore sportivo: Giuseppe Bifulco
- Segretario generale: Stefano Lumini
- Team manager: Emilio Carannante
- Legale: Sabrina Di Giacomo
- Resp. comunicazione: Valerio D'Epifanio
- Resp. relazioni esterne: Stefano Caira
- Responsabile area atletica: Fabrizio Paris
- Responsabile impianti: Sergio Cordaro
- Consigliere: Claudia Cerrai
- Consigliere: Alessandro De Minicis
- Consigliere: Riccardo De Petris
- Consigliere: Roberto Porcacchia
- Consigliere: Marco Schiavone
- Consigliere: Enrico Ceniccola

Area tecnica
- Allenatore: Alessandro Cucciari
- Allenatore in seconda: Franco Cioci
- Collaboratore tecnico: Gabriele Grossi
- Preparatore dei portieri: Emanuele Maggiani
- Preparatore atletico: Matteo Basile

Settore giovanile
- Direttore settore giovanile: Fabio Melchionna
- Direttore scuola calcio: Daniele Panico

Area sanitaria
- Medico sociale: Massimo Comastri
- Fisioterapista: Daniel Loguercio

## Rosa
| N. |                   | Ruolo | Calciatore          |
| -- | ----------------- | ----- | ------------------- |
|    | Italia (bandiera) | P     | Nicholas Di Mario   |
|    | Italia (bandiera) | P     | Francesco Rossi     |
|    | Italia (bandiera) | P     | Matteo Santi        |
|    | Italia (bandiera) | P     | Andrea Rossini      |
|    | Italia (bandiera) | P     | Federico Novara     |
|    | Italia (bandiera) | D     | Pietro Cascone      |
|    | Italia (bandiera) | D     | Alessandro Celli    |
|    | Italia (bandiera) | D     | Diego Conson        |
|    | Italia (bandiera) | D     | Felipe Curcio       |
|    | Italia (bandiera) | D     | Alessio D'Andrea    |
|    | Italia (bandiera) | D     | Alain Faccini       |
|    | Italia (bandiera) | D     | Daniele Frabotta    |
|    | Italia (bandiera) | D     | Riccardo Martorelli |
|    | Italia (bandiera) | D     | Federico Masi       |
|    | Italia (bandiera) | D     | Danilo Pasqualoni   |
|    | Italia (bandiera) | C     | Davide Bariti       |
|    | Italia (bandiera) | C     | Paolo Capodaglio    |
|    | Italia (bandiera) | C     | Lorenzo Cerrai      |

| N. |                      | Ruolo | Calciatore                  |
| -- | -------------------- | ----- | --------------------------- |
|    | Albania (bandiera)   | C     | Enes Hoxha                  |
|    | Italia (bandiera)    | C     | Fabio Ferrari               |
|    | Italia (bandiera)    | C     | Salvatore Margarita         |
|    | Italia (bandiera)    | C     | Felice Prevete              |
|    | Italia (bandiera)    | C     | Davide Raffaello (capitano) |
|    | Italia (bandiera)    | C     | Flavio Santarelli           |
|    | Italia (bandiera)    | C     | Danilo Scibilia             |
|    | Italia (bandiera)    | C     | Luca Tagliavacche           |
|    | Italia (bandiera)    | C     | Gennaro Vitale              |
|    | Italia (bandiera)    | A     | Antonio Del Sorbo           |
|    | Argentina (bandiera) | A     | Luciano Gabriel Leccese     |
|    | Italia (bandiera)    | A     | Simone Malatesta            |
|    | Italia (bandiera)    | A     | Alan Mastropietro           |
|    | Italia (bandiera)    | A     | Marco Moras                 |
|    | Italia (bandiera)    | A     | Giampietro Perrulli         |
|    | Italia (bandiera)    | A     | Stefano Tajarol             |
|    | Italia (bandiera)    | A     | Emanuele Testardi           |
|    | Italia (bandiera)    | A     | Alessandro Tulli            |

## Calciomercato

### Sessione estiva
| Acquisti | Acquisti          | Acquisti        | Acquisti   |
| R.       | Nome              | da              | Modalità   |
| -------- | ----------------- | --------------- | ---------- |
| P        | Andrea Rossini    | Parma           | prestito   |
| P        | Francesco Rossi   | Atalanta        | prestito   |
| D        | Daniele Frabotta  | Frosinone       | prestito   |
| D        | Felice Prevete    | Aversa Normanna | definitivo |
| D        | Diego Conson      | Viareggio       | definitivo |
| D        | Tommaso Mazzei    | Cynthia         | definitivo |
| D        | Pietro Cascone    | Melfi           | definitivo |
| C        | Luca Tagliavacche | Genoa           | prestito   |
| C        | Enes Hoxha        | Udinese         | definitivo |
| C        | Fabio Ferrari     | Ternana         | definitivo |
| A        | Emanuele Testardi | Sampdoria       | definitivo |
| A        | Marco Moras       | Udinese         | definitivo |
| A        | Alan Mastropietro | Virtus Lanciano | prestito   |
| A        | Simone Malatesta  | Parma           | definitivo |
| A        | Andrea Picone     | Reggina         | definitivo |

| Cessioni | Cessioni          | Cessioni       | Cessioni   |
| R.       | Nome              | da             | Modalità   |
| -------- | ----------------- | -------------- | ---------- |
| P        | Lorenzo Di Loreti | Terracina      | definitivo |
| P        | Simone Santarelli | Real Monterosi | definitivo |
| D        | Davide Sentinelli | Padova         | definitivo |
| D        | Alessio Ceniccola | Grosseto       | definitivo |
| D        | Dario Bova        | Fidelis Andria | definitivo |
| C        | Emanuele Morini   | Viterbese      | definitivo |
| A        | Marco Neri        | Colleferro     | definitivo |
| A        | Andrea Picone     | Poggibonsi     | definitivo |

### Operazioni tra le due sessioni
| Acquisti | Acquisti      | Acquisti | Acquisti   |
| R.       | Nome          | da       | Modalità   |
| -------- | ------------- | -------- | ---------- |
| A        | Davide Bariti |          | svincolato |

| Cessioni | Cessioni | Cessioni | Cessioni |
| R.       | Nome     | a        | Modalità |
| -------- | -------- | -------- | -------- |

### Sessione invernale(dal 5/1 al 2/2)
| Acquisti | Acquisti            | Acquisti          | Acquisti   |
| R.       | Nome                | da                | Modalità   |
| -------- | ------------------- | ----------------- | ---------- |
| P        | Nicholas Di Mario   | Borgo Podgora     | definitivo |
| P        | Matteo Santi        | Unipomezia Virtus | definitivo |
| D        | Felipe Curcio       | Foggia            | definitivo |
| D        | Alessio D'Andrea    | Sora              | definitivo |
| D        | Federico Masi       | Bari              | definitivo |
| C        | Salvatore Margarita | Ascoli            | definitivo |
| C        | Gennaro Vitale      | Chieti            | definitivo |
| A        | Antonio Del Sorbo   |                   | svincolato |
| A        | Alessandro Tulli    | Anziolavinio      | definitivo |

| Cessioni | Cessioni            | Cessioni    | Cessioni      |
| R.       | Nome                | a           | Modalità      |
| -------- | ------------------- | ----------- | ------------- |
| P        | Andrea Rossini      | Parma       | fine prestito |
| C        | Enes Hoxha          |             | rescissione   |
| C        | Luca Tagliavacche   | Genoa       | fine prestito |
| A        | Marco Moras         |             | svincolato    |
| A        | Giampietro Perrulli | Salernitana | svincolato    |
| A        | Emanuele Testardi   | Arezzo      | definitivo    |

## Risultati

### Lega Pro

#### Girone di andata
| Arbitro: | Pelagatti (Arezzo) |

|                          |           |           |
| Testardi 72’ Leccese 74’ | Marcatori | 21’ Salvi |

| Arbitro: | De Angeli (Abbiategrasso) |

|                     |           |                       |
| Nigro 6’ Corona 79’ | Marcatori | 53’ Tajarol 63’ Celli |

| Arbitro: | Capone (Palermo) |

|             |           |  |
| Tajarol 26’ | Marcatori |  |

| Arbitro: | Mastrodonato (Molfetta) |

|                     |           |                         |
| Mosciaro 84’ (rig.) | Marcatori | 29’ Cerrai 53’ Perrulli |

| Arbitro: | Lacagnina (Caltanissetta) |

|             |           |                   |
| Cascone 80’ | Marcatori | 72’ (rig.) Eusepi |

| Arbitro: | Baroni (Firenze) |

|                                       |           |               |
| Iannini 11’ Mucciante 41’ Madonia 75’ | Marcatori | 86’ Malatesta |

| Arbitro: | Giua (Pisa) |

|                              |           |  |
| Testardi 18’ Raffaello 90+4’ | Marcatori |  |

| Aprilia 12 ottobre 2014, ore 14:30 CEST 8ª giornata | Lupa Roma             | 0 – 0 | Martina | Stadio Quinto Ricci (470 spett.)\| Arbitro: \| Bichisecchi (Livorno) \| |
| Arbitro:                                            | Bichisecchi (Livorno) |       |         |                                                                         |

| Arbitro: | Valiante (Nocera Inferiore) |

|             |           |               |
| Louzada 22’ | Marcatori | 50’ Raffaello |

| Arbitro: | Pagliardini (Arezzo) |

|               |           |             |
| Raffaello 35’ | Marcatori | 43’ Diakité |

| Arbitro: | Prontera (Bologna) |

|                      |           |  |
| Gammone 33’ Ripa 70’ | Marcatori |  |

| Arbitro: | Vesprini (Macerata) |

|              |           |  |
| Leonetti 78’ | Marcatori |  |

| Arbitro: | D'Apice (Arezzo) |

|             |           |  |
| Tajarol 84’ | Marcatori |  |

| Arbitro: | Di Ruberto (Nocera Inferiore) |

|                             |           |                         |
| Del Sante 45+1’ Improta 87’ | Marcatori | 4’ Tajarol 82’ Testardi |

| Arbitro: | Lanza (Nichelino) |

|  |           |                                            |
|  | Marcatori | 9’, 56’ Trevisan 28’ Franco 89’ Gabionetta |

| Arbitro: | Schirru (Nichelino) |

|                         |           |  |
| Caturano 6’, 45+2’, 76’ | Marcatori |  |

| Arbitro: | Guarino (Caltanissetta) |

|                                    |           |                                 |
| Perrulli 21’ (rig.) Capodaglio 56’ | Marcatori | 42’ Del Sorbo 84’ (rig.) Scarpa |

| Arbitro: | Mantelli (Brescia) |

|                             |           |                |
| De Luca 38’, 74’ Papa 90+6’ | Marcatori | 60’ Capodaglio |

| Arbitro: | Sassoli (Arezzo) |

|               |           |                        |
| Del Sorbo 14’ | Marcatori | 15’ Giampà 85’ Barraco |

#### Girone di ritorno
| Arbitro: | Rossi (Rovigo) |

|                      |           |               |
| Moscardelli 15’, 45’ | Marcatori | 52’ Raffaello |

| Arbitro: | Andreini (Forlì) |

|                         |           |                          |
| Leccese 21’ Rossi 90+3’ | Marcatori | 41’ Ciciretti 44’ Corona |

| Arbitro: | Dionisi (L'Aquila) |

|                       |           |                                    |
| Aurelio 59’ Longo 76’ | Marcatori | 62’ (aut.) Marruocco 82’ Raffaello |

| Arbitro: | Capilungo (Lecce) |

|               |           |  |
| Raffaello 14’ | Marcatori |  |

| Arbitro: | Giua (Pisa) |

|                       |           |  |
| Eusepi 49’ Mazzeo 77’ | Marcatori |  |

| Arbitro: | Illuzzi (Molfetta) |

|  |           |                           |
|  | Marcatori | 2’ Carretta 90+4’ Madonia |

| Arbitro: | Perotti (Legnano) |

|  |           |                             |
|  | Marcatori | 20’ Raffaello 72’ Del Sorbo |

| Arbitro: | Amoroso (Paola) |

|                                    |           |  |
| Arcidiacono 9’ Montalto 83’ (rig.) | Marcatori |  |

| Arbitro: | Mei (Pesaro) |

|                                    |           |                |
| Tulli 45+3’ Cascone 73’ Bariti 81’ | Marcatori | 69’ Di Michele |

| Arbitro: | Catona (Reggio Calabria) |

|                           |           |                |
| Cissé 9’, 87’ Mancosu 21’ | Marcatori | 39’, 71’ Tulli |

| Arbitro: | Giovani (Grosseto) |

|  |           |                                 |
|  | Marcatori | 36’, 84’ Di Carmine 83’ Caserta |

| Arbitro: | Piccinini (Forlì) |

|                |           |                |
| Capodaglio 26’ | Marcatori | 90+3’ Iemmello |

| Arbitro: | Mastrodonato (Molfetta) |

|               |           |                  |
| Infantino 69’ | Marcatori | 90+1’ Pasqualoni |

| Aprilia 2 aprile 2015, ore 14:30 CEST 33ª giornata | Lupa Roma      | 0 – 0 | Vigor Lamezia | Stadio Quinto Ricci (500 spett.)\| Arbitro: \| Bertani (Pisa) \| |
| Arbitro:                                           | Bertani (Pisa) |       |               |                                                                  |

| Arbitro: | Pelagatti (Arezzo) |

|                                              |           |                 |
| Favasuli 16’ Calil 45+3’ Gabionetta 49’, 79’ | Marcatori | 90+1’ Del Sorbo |

| Aprilia 18 aprile 2015, ore 17:00 CEST 35ª giornata | Lupa Roma          | 0 – 0 | Melfi | Stadio Quinto Ricci (350 spett.)\| Arbitro: \| Sprezzola (Mestre) \| |
| Arbitro:                                            | Sprezzola (Mestre) |       |       |                                                                      |

| Arbitro: | Rasia (Bassano del Grappa) |

|               |           |                                       |
| Di Piazza 31’ | Marcatori | 47’, 54’ (rig.) Del Sorbo 65’ Tajarol |

| Arbitro: | Maggioni (Lecco) |

|  |           |                                 |
|  | Marcatori | 15’ Cossentino 68’ Mangiacasale |

| Arbitro: | Capone (Palermo) |

|                                                                           |           |            |
| Russotto 45+1’ (rig.) Ghosheh 62’ Razzitti 67’ Orchi 76’ Giandonato 90+3’ | Marcatori | 56’ Cerrai |

### Coppa Italia Lega Pro

#### Fase eliminatoria a gironi
| Squadra    | P.ti | G | V | N | P | GF | GS | DR |
| ---------- | ---- | - | - | - | - | -- | -- | -- |
| Lupa Roma  | 6    | 2 | 1 | 0 | 0 | 4  | 0  | +4 |
| Tuttocuoio | 3    | 2 | 1 | 0 | 1 | 3  | 2  | +1 |
| Grosseto   | 0    | 2 | 0 | 0 | 1 | 0  | 5  | -5 |

| Arbitro: | Andreini (Forlì) |

|  |           |                                 |
|  | Marcatori | 82’ Perrulli 90+4’ Mastropietro |

| Arbitro: | Catona (Reggio Calabria) |

|                             |           |  |
| Pasqualoni 43’ Scibilia 88’ | Marcatori |  |

#### Fase a eliminazione diretta
| Arbitro: | Mancini (Fermo) |

|                         |           |  |
| Cunzi 60’ Ricciardo 79’ | Marcatori |  |

## Statistiche

### Statistiche di squadra
| Competizione          | Punti | In casa | In casa | In casa | In casa | In casa | In casa | In trasferta | In trasferta | In trasferta | In trasferta | In trasferta | In trasferta | Totale | Totale | Totale | Totale | Totale | Totale | D.R |
| Competizione          | Punti | G       | V       | N       | P       | Gf      | Gs      | G            | V            | N            | P            | Gf           | Gs           | G      | V      | N      | P      | Gf     | Gs     | D.R |
| --------------------- | ----- | ------- | ------- | ------- | ------- | ------- | ------- | ------------ | ------------ | ------------ | ------------ | ------------ | ------------ | ------ | ------ | ------ | ------ | ------ | ------ | --- |
| Campionato            | 40    | 19      | 6       | 8       | 5       | 18      | 22      | 19           | 3            | 5            | 11           | 22           | 40           | 38     | 9      | 13     | 16     | 40     | 62     | -22 |
| Coppa Italia Lega Pro | 6     | 1       | 1       | 0       | 0       | 2       | 0       | 2            | 1            | 0            | 1            | 2            | 2            | 3      | 2      | 0      | 1      | 4      | 2      | +2  |
| Totale                | 46    | 20      | 7       | 8       | 5       | 20      | 22      | 21           | 4            | 5            | 12           | 24           | 42           | 41     | 11     | 13     | 17     | 44     | 64     | -20 |